# 基数関数
数学において、基数関数(cardinal function) (または 基数不変量(cardinal invariant))は
基数を返す関数のことである。

## 集合論における基数関数
- 最もよく使われる基数関数は単に、集合 "A" に対してその濃度| A |を返す関数である。

- アレフ数 や ベート数はどちらも、順序数を基数に対応させる関数と見なすことが出来る。

- 単純な基数の演算も基数関数といえる。

- 集合 X の部分集合によるイデアル I に対して次のような基数関数が定義される。:

{\displaystyle {\rm {add}}(I)=\min\{|{\mathcal {A}}|:{\mathcal {A}}\subseteq I\wedge \bigcup {\mathcal {A}}\notin I{\big \}}}.
I の "additivity" とは、合併演算がI の下で閉じなくなるような最小の濃度。いかなるイデアルも有限和について閉じているので、この値は少なくとも {\displaystyle \aleph _{0}} 以上である。; I が σ-イデアルであるとは add(I)≥{\displaystyle \aleph _{1}} であることを言う。
{\displaystyle {\rm {cov}}(I)=\min\{|{\mathcal {A}}|:{\mathcal {A}}\subseteq I\wedge \bigcup {\mathcal {A}}=X{\big \}}}.
I の "covering number" とは合併演算で X が被覆できる最小の濃度。X は I の元ではないので、add(I) ≤ cov(I) であることが分かる。
{\displaystyle {\rm {unif}}(I)={\rm {non}}(I)=\min\{|A|:A\subseteq X\ \wedge \ A\notin I{\big \}}},
I の "uniformity number" とは I の元にならない集合の最小の濃度。I がシングルトンを全て要素に持つと考えるときは、add(I) ≤ non(I) であることが分かる。
{\displaystyle {\rm {cof}}(I)=\min\{|{\mathcal {B}}|:{\mathcal {B}}\subseteq I\wedge (\forall A\in I)(\exists B\in {\mathcal {B}})(A\subseteq B){\big \}}.}
I の "共終数(cofinality)" とは 広義半順序集合 (I, ⊆) の共終数である。non(I) ≤ cof(I) かつ cov(I) ≤ cof(I) であることは容易に示される。
零集合によるイデアルや第一類集合によるイデアル等の実数集合の構造に密接に関わるイデアルで考える研究も行われている。cardinal characteristics of the continuumを参照。
- 前順序(広義半順序)集合 {\displaystyle ({\mathbb {P} },\sqsubseteq )} に対して bounding number {\displaystyle {\mathfrak {b}}({\mathbb {P} })} と dominating number {\displaystyle {\mathfrak {d}}({\mathbb {P} })} は次のように定義される。

{\displaystyle {\mathfrak {b}}({\mathbb {P} })=\min {\big \{}|Y|:Y\subseteq {\mathbb {P} }\ \wedge \ (\forall x\in {\mathbb {P} })(\exists y\in Y)(y\not \sqsubseteq x){\big \}}},
{\displaystyle {\mathfrak {d}}({\mathbb {P} })=\min {\big \{}|Y|:Y\subseteq {\mathbb {P} }\ \wedge \ (\forall x\in {\mathbb {P} })(\exists y\in Y)(x\sqsubseteq y){\big \}}}
- PCF理論において、{\displaystyle pp_{\kappa }(\lambda )} という基数関数が使われている。[1]

## 位相空間論における基数関数
基数関数は位相空間論においても位相的性質を記述するための道具として広く用いられている。 以下に挙げるのはその例である。(注意:一般位相において有限基数は考慮しないとする人もいる。 必要に応じて基数関数が返す値は可算濃度以上である制限をつけてもよい。)
- やはり、位相空間 X についての最も単純な基数不変量はその空間の濃度 |X | やその位相の濃度 o(X) であろう。
- 位相空間 X の weight w(X ) とは X の基底の最小の濃度。w(X ) = {\displaystyle \aleph _{0}} である空間 X は第二可算空間と呼ばれる。
  - 位相空間 X の {\displaystyle \pi }-weight は {\displaystyle \pi }-基の最小の濃度である。
- 位相空間 X の点 x における character とは x の近傍基の最小の濃度。X の character とは{\displaystyle \chi (X)=\sup \;\{\chi (x,X):x\in X\}.}のこと。{\displaystyle \chi (X)=\aleph _{0}} となる X は第一可算空間と呼ばれる。
- 位相空間 X の density d(X ) とは、X の稠密部分集合の最小濃度。{\displaystyle {\rm {{d}(X)=\aleph _{0}}}} である X は可分空間と呼ばれる。
- 位相空間 X の cellularity とは {\displaystyle {\rm {c}}(X)=\sup\{|{\mathcal {U}}|:{\mathcal {U}}} は {\displaystyle X} の空でなく互いに交わりのない部分集合による族 }
  - Hereditary cellularity (または spread) とは 部分集合の cellularity の最小上界。すなわち、: {\displaystyle s(X)={\rm {hc}}(X)=\sup\{{\rm {c}}(Y):Y\subseteq X\}} または {\displaystyle s(X)=\sup\{|Y|:Y\subseteq X} の 相対位相 が 離散位相である {\displaystyle \}}
- 位相空間 X の点 x における tightness t(x, X) とは次のものである。 {\displaystyle t(x,X)=\sup {\big \{}\min\{|Z|:Z\subseteq Y\ \wedge \ x\in {\rm {cl}}_{X}(Z)\}:Y\subseteq X\ \wedge \ x\in {\rm {cl}}_{X}(Y){\big \}}.} 位相空間 X の tightness とは {\displaystyle t(X)=\sup\{t(x,X):x\in X\}} のこと。t(X) = {\displaystyle \aleph _{0}} となる X は en:countably generated や countably tight であると呼ばれる。
  - 位相空間 X の augumented tightness {\displaystyle t^{+}(X)} とは次のことを満たす最小の正則基数 {\displaystyle \alpha } のこと : 任意の {\displaystyle Y\subseteq X} と {\displaystyle x\in {\rm {cl}}_{X}(Y)} に対して Y の部分集合 Z で濃度 {\displaystyle \alpha } 未満のものがあって {\displaystyle x\in {\rm {cl}}_{X}(Z)} を満たす。

### 基本的な不等式
c(X) ≤ d(X) ≤ w(X) ≤ o(X) ≤ 2|X|
{\displaystyle \chi }(X) ≤ w(X)

## ブール代数における基数関数
ブール代数の研究にも基数関数は使用される。 以下にその例を挙げる。
- ブール代数 {\displaystyle {\mathbb {B} }} の Cellularity {\displaystyle c({\mathbb {B} })} とは {\displaystyle {\mathbb {B} }} の反鎖の濃度の上限である。
- ブール代数 {\displaystyle {\mathbb {B} }} の Length {\displaystyle {\rm {length}}({\mathbb {B} })} とは

{\displaystyle {\rm {length}}({\mathbb {B} })=\sup {\big \{}|A|:A\subseteq {\mathbb {B} }} は鎖 {\displaystyle {\big \}}}
- ブール代数 {\displaystyle {\mathbb {B} }} の Depth {\displaystyle {\rm {depth}}({\mathbb {B} })} とは

{\displaystyle {\rm {depth}}({\mathbb {B} })=\sup {\big \{}|A|:A\subseteq {\mathbb {B} }} は 整列集合 {\displaystyle {\big \}}}
- ブール代数 {\displaystyle {\mathbb {B} }} の Incomparability {\displaystyle {\rm {Inc}}({\mathbb {B} })} とは

{\displaystyle {\rm {Inc}}({\mathbb {B} })=\sup {\big \{}|A|:A\subseteq {\mathbb {B} }} ただし {\displaystyle {\big (}\forall a,b\in A{\big )}{\big (}a\neq b\ \Rightarrow \neg (a\leq b\ \vee \ b\leq a){\big )}{\big \}}}
- ブール代数 {\displaystyle {\mathbb {B} }} の Pseudo-weight {\displaystyle \pi ({\mathbb {B} })} とは

{\displaystyle \pi ({\mathbb {B} })=\min {\big \{}|A|:A\subseteq {\mathbb {B} }\setminus \{0\}} ただし {\displaystyle {\big (}\forall b\in B\setminus \{0\}{\big )}{\big (}\exists a\in A{\big )}{\big (}a\leq b{\big )}{\big \}}}

## 代数における基数関数
代数学における基数関数の例を挙げる:
- G の部分群 H の指数は剰余類の数である。
- 体 K 上の ベクトル空間 V の次元は V のハメル基底の濃度である。
- W ベクトル空間 V の線型部分空間に対して、余次元を定義することが出来る。

## 参照
1. ↑  Holz, 

Michael; Steffens, Karsten; and Weitz, Edi (1999). Introduction to Cardinal Arithmetic. Birkhäuser. ISBN 3764361247
2. ↑  Juhász, István: Cardinal functions in topology. "Mathematical Centre Tracts", nr 34. Mathematisch Centrum, Amsterdam, 1971.
3. ↑  Juhász, István: Cardinal functions in topology - ten years later. "Mathematical Centre Tracts", 123. Mathematisch Centrum, Amsterdam, 1980. ISBN 90-6196-196-3
4. ↑  Engelking, Ryszard (1989). General Topology. Heldermann Verlag, Berlin. ISBN 3885380064
5. ↑  Monk, J. Donald: Cardinal functions on Boolean algebras. "Lectures in Mathematics ETH Zürich". Birkhäuser Verlag, Basel, 1990. 

ISBN 3-7643-2495-3.
6. ↑  Monk, J. Donald: Cardinal invariants on Boolean algebras. "Progress in 

Mathematics", 142. Birkhäuser Verlag, Basel, ISBN 3-7643-5402-X.